# Delichon
Delichon este un gen de păsări din familia de rândunele Hirundinidae. Conține patru specii numite lăstuni de casă. Delichon este un gen din Lumea Veche, cu toate cele patru specii care se reproduc numai în emisfera nordică. Lăstunul de casă comun este un migrator larg răspândit în Europa, nordul Africii și toată Asia temperată de nord până în Kamchatka.  Iernează în Africa tropicală. Lăstunul de casă siberian se reproduce în nord-estul Rusiei și iernează în sudul Asiei. Lăstunul asiatic se reproduce mai la sud decât Lăstunul siberian, în munții Asiei Centrale și de Est; subspecia sa nominalizată iernează în Asia de Sud-Est.
Aceste păsări zvelte, cu cap mare, cu aripi lungi și cu picioare scurte au părțile superioare în cea mai mare parte negre, cu nuanțe albăstrui, care contrastează cu crupa lor albă și părțile inferioare albe sau gri deschis. Lăstunii de casă sunt strâns înrudiți cu alte rândunele care construiesc cuiburi din noroi, în special rândunelele din genul Hirundo.
Lăstunii de casă cuibăresc în colonii pe stânci, își construiesc cuiburile din noroi și căptușesc interiorul cu iarbă și pene.  Ambii membri ai perechii construiesc cuibul, incubează ouăle și hrănesc puii. Aceste păsări sunt vânători aerieni de insecte mici, cum ar fi muștele și afidele. Pot fi purtători de purici și paraziți interni.
Nici una dintre speciile din gen nu este pe cale de dispariție, deși în Europa centrală și de nord s-au înregistrat scăderi mari ale populațiilor de lăstun de casă. Acest declin se datorează unor factori precum vremea, pesticidele, lipsa noroiului pentru a-și construi cuiburile sau competiția vrăbiilor de casă.

## Taxonomie

### Specii
Genul conține patru specii similare:
| Imagine | Denumire comună         | Denumire științifică | Distribuție                                                                                  |
| ------- | ----------------------- | -------------------- | -------------------------------------------------------------------------------------------- |
|         | Lăstun de casă          | Delichon urbicum     | Europa, nordul Africii și peste Palearctica; ierni în Africa sub-sahariană și Asia tropicală |
|         | Lăstun de casă siberian | Delichon lagopodum   | Se reproduce în Asia de Nord-Est, iernează în Asia de Est                                    |
|         | Lăstun de casă asiatic  | Delichon dasypus     | Se reproduce în Asia Centrală și de Est, iernează în Asia de Sud-Est                         |
|         | Lăstun de casă nepalez  | Delichon nipalense   | Nord-vestul Indiei prin Nepal până în Myanmar, nordul Vietnamului și doar în China           |

Lăstunul de casă comun și lăstunul de casă asiatic au fost uneori considerați a fi o singură specie, deși ambii se înmulțesc în vestul Himalaya fără a se hibridiza. Există, de asemenea, dovezi limitate de ADN care sugerează o distanță genetică semnificativă între acești doi lăstuni.